# Abierto de Estados Unidos 1989
Lista de los campeones del Abierto de Estados Unidos de 1989:

## Individual masculino
Boris Becker (ALE) d. Ivan Lendl (República Checa), 7–6(7–2), 1–6, 6–3, 7–6(7–4)

## Individual femenino
Steffi Graf (ALE) d. Martina Navratilova (USA), 3–6, 7–5, 6–1

## Dobles masculino
John McEnroe(USA)/Mark Woodforde (AUS)

## Dobles femenino
Hana Mandlíková (AUS)/Martina Navratilova (USA)

## Dobles mixto
Robin White (USA)/Shelby Cannon (USA)
| Predecesor: 1988                         | Abierto de Estados Unidos 1989 | Sucesor: 1990                      |
| Predecesor: Campeonato de Wimbledon 1989 | Grand Slam 1990                | Sucesor: Abierto de Australia 1990 |

- Datos: Q387708
- Multimedia: 1989 US Open (tennis) / Q387708